# Solitude in Madness
Solitude in Madness – dwunasty album studyjny polskiego zespołu deathmetalowego Vader. Wydawnictwo ukazało się 1 maja 2020 roku nakładem wytwórni muzycznej Nuclear Blast.

## Lista utworów
| Nr  | Tytuł utworu                                          | Słowa           | Muzyka          | Długość |
| --- | ----------------------------------------------------- | --------------- | --------------- | ------- |
| 1.  | „Shock And Awe”                                       | Piotr Wiwczarek | Piotr Wiwczarek | 2:17    |
| 2.  | „Into Oblivion”                                       | Piotr Wiwczarek | Piotr Wiwczarek | 2:25    |
| 3.  | „Despair”                                             | Piotr Wiwczarek | Piotr Wiwczarek | 1:19    |
| 4.  | „Incineration Of The Gods”                            | Harry Maat      | Marek Pająk     | 3:33    |
| 5.  | „Sanctification Denied”                               | Harry Maat      | Marek Pająk     | 3:36    |
| 6.  | „And Satan Wept”                                      | Piotr Wiwczarek | Piotr Wiwczarek | 3:18    |
| 7.  | „Emptiness”                                           | Harry Maat      | Piotr Wiwczarek | 2:41    |
| 8.  | „Final Declaration”                                   | Harry Maat      | Piotr Wiwczarek | 2:17    |
| 9.  | „Dancing In The Slaughterhouse” (Acid Drinkers cover) | Acid Drinkers   | Acid Drinkers   | 2:29    |
| 10. | „Stigma Of Divinity”                                  | Piotr Wiwczarek | Piotr Wiwczarek | 1:48    |
| 11. | „Bones”                                               | Piotr Wiwczarek | Piotr Wiwczarek | 3:56    |
|     |                                                       |                 |                 | 29:39   |

## Twórcy albumu
- Piotr "Peter" Wiwczarek – wokal, gitara rytmiczna, gitara prowadząca
- Marek "Spider" Pająk – gitara rytmiczna, gitara prowadząca
- Tomasz "Hal" Halicki – gitara basowa
- James Stewart – perkusja
- Wes Benscoter – projekt okładki
- Artur Tarczewski, Dariusz Szermanowicz, Henryk Michaluk – zdjęcia
- Scott Atkins – produkcja, miksowanie, mastering

## Listy sprzedaży
| Lista                                                     | Kraj            | Pozycja |
| --------------------------------------------------------- | --------------- | ------- |
| OLiS                                                      | Polska          | 2       |
| Official Charts Company. Rock & Metal Albums Chart Top 40 | Wielka Brytania | 11      |
| GfK Entertainment charts                                  | Niemcy          | 41      |
| Ö3 Austria Top 40                                         | Austria         | 67      |

## Wyróżnienia
| Publikacja   | Wyróżnienie                             | Pozycja |
| ------------ | --------------------------------------- | ------- |
| Metal Hammer | Najlepsze płyty deathmetalowe 2020 roku | 7       |
| Teraz Rock   | Najlepsze polskie płyty 2020 roku       | 7       |